# 규소-29
규소-29(29Si) 또는 실리콘-29는 규소 동위 원소의 일종으로, 규소의 안정 동위 원소 3가지 중 하나이다. 원자핵은 양성자 14개와 중성자 15개로 구성되어 있으며, 원자 질량은 28.9764947이다. 규소 동위 원소 중 자연 존재비가 규소-28에 이어 두 번째로 높다.

## 생성 및 이용
규소-29는 알루미늄-29와 인-29의 방사성 붕괴 과정에서 생성될 수 있다. 원자핵이 1/2+의 스핀을 가지므로 NMR 분광에서 광범위하게 사용된다.

## 같이 보기
- 규소 동위 원소
- 규소-28
- 핵자기 공명
- 안정 동위 원소

| 가벼운 핵종 규소-28 | 규소의 동위 원소 | 무거운 핵종 규소-30 |

| 어미핵종: 알루미늄-29(β-) 인-29(β+) | 규소-29의 붕괴 사슬 | 없음 |